# Godzilla II Král monster
Godzilla II Král monster je americký akční film z roku 2019. Film režíroval Michael Dougherty, který byl také spoluautorem a je pokračováním filmu Godzilla (2014) a je to 35. film s postavou Godzilly. Godzilla II Král monster měl v kinech ve Spojených státech premiéru 31. května 2019. V České republice měl film premiéru o den dříve, tedy 30. května. Film přijal smíšené recenze od kritiků, kteří chválili vizuální efekty, hudbu, sekvence a akce, naopak ale kritizovali lidské postavy a děj filmu. Pokračování, Godzilla vs. Kong, má mít premiéru 20. května 2021.

## Obsazení
| Kyle Chandler         | Dr. Mark Russell          |
| Vera Farmiga          | Dr. Emma Russell          |
| Millie Bobby Brownová | Madison Russell           |
| Bradley Whitford      | Dr. Rick Stanton          |
| Sally Hawkins         | Dr. Vivienne Graham       |
| Ken Watanabe          | Dr. Ishiro Serizawa       |
| Charles Dance         | Alan Jonah                |
| Ziyi Zhang            | Dr. Ilene Chen / Dr. Ling |
| Thomas Middleditch    | Sam Coleman               |
| Aisha Hinds           | Diane Foster              |
| O'Shea Jackson Jr.    | Jackson Barnes            |
| David Strathairn      | William Stenz             |

A další